# Iliza
Iliza (bulgarisch Илица) ist neben Sotutschino (Сотучино) einer der beiden Ortsteile des Dorfes Gawril Genowo (Гаврил Геново) in der Gemeinde Georgi Damjanowo (Георги Дамяново). Es liegt in der Donautiefebene in der Oblast Montana im nordwestlichen Bulgarien auf einer Höhe von etwa 219 Metern über dem Meeresspiegel.
Das Dorf trug bis 1934 den Namen Sarbljaniza (Сърбляница; alternativ transkribiert Serbljanica/Srbljanica). Ab 1934 nach dem Putsch in Bulgarien durch die rechtsnationale Organisation Sweno unter der Führung von Kimon Georgiew und der von ihm im selben Jahr radikal durchgesetzten Verwaltungsreform trägt der Ort offiziell den Namen Iliza. 1955 wurde Iliza mit dem damals ebenso selbstständigen Dorf Sotutschino (Сотучино) zusammengelegt.

## Quelle
- Nikolaj Mitschew, Petar Koledarow: Речник на селищата и селищните имена в България 1878–1987 Sofia 1989, OCLC 762350443.